# Ujazdy (Kąkolówka)
Ujazdy – część wsi Kąkolówka w Polsce, położona w województwie podkarpackim, w powiecie rzeszowskim, w gminie Błażowa.
Należy do sołectwa gminy Błażowa, pod nazwą Kąkolówka-Ujazdy.
W latach 1975–1998 Ujazdy administracyjnie należały do województwa rzeszowskiego.